# 香港経済日報
香港経済日報（ほんこんけいざいにっぽう）は、香港の日刊金融紙。